# كرايغ ماك
كرايغ ماك (بالإنجليزية: Craig Mack) هو كاتب أغاني وموسيقي ومنتج أسطوانات ومغني أمريكي، ولد في 10 مايو 1971 في ترنتون في الولايات المتحدة، وتوفي في 12 مارس 2018 في والتربورو في الولايات المتحدة بسبب قصور القلب.

## وصلات خارجية
- كرايغ ماك على موقع IMDb (الإنجليزية)
- كرايغ ماك على موقع ميوزك برينز (الإنجليزية)
- كرايغ ماك على موقع أول ميوزيك (الإنجليزية)
- كرايغ ماك على موقع ديسكوغز (الإنجليزية)